# Комитет Дерри по жилищным действиям
Комитет Дерри по жилищным действиям (англ. Derry Housing Action Committee, сокращённо DHAC) — гражданская организация, созданная в 1968 в североирландском городе Дерри с целью протеста против условий содержания жилья и обеспечения жильцов.

## История
Комитет сформирован в феврале 1968 года двумя социалистами и четырьмя арендаторами в ответ на бедственное положение бездомных и арендаторов, пострадавших от землевладельцев-«рахманитов». Названный в честь аналогичного комитета в Дублине, комитет Дерри в марте 1968 года проявил инициативу и начал устраивать протесты в унионистском районе Лондондерри в знак протеста против отсутствия должного обеспечения жильём всех горожан.
У Комитета по жилищным действиям была аналогичная дружественная организация по вопросам безработицы, и в них обеих состояли члены Республиканского клуба имени Джеймса Коннолли, члены профсоюзов рабочих партий. Известными лидерами были Имон Мелоу, Имон Маккен, Финбар О'Дохерти, Джей Джей О'Хара (брат голодавшего забастовщика Пэтси О'Хара, рабочий активист Джерри Маллет и многие другие.
В мае 1968 года члены Комитета организовали протест в Гилдхолле и 22 июня перекрыли Леки-Роуд в районе Богсайда. После июня 1968 года, когда фургон был поставлен в качестве баррикады, действия Комитета приобрели более агрессивный и военизированный характер. 3 июля 1968 во время очередной демонстрации члены комитета организовали сидячий протест, перегородив Крэйгэвонский мост в городе. Нейл О'Доннелл и Родди О'Карлин были приговорены к месяцу тюрьмы за отказ поддерживать мир в городе. 27 августа 1968 Комитет устроил протест в зале Совета Гилдхолла. Немедленно после этого Имон Мелоу в телефонном разговоре с руководством Североирландской ассоциации гражданских прав пригласил тех на марш в Дерри.
5 октября 1968 члены Комитета Дерри по жилищным действиям и Североирландской ассоциации провели акцию протеста в Дерри, которая была разогнана Королевской полицией Ольстера. Менее чем через год в Богсайде прокатилась волна беспорядков, которая положила начало конфликту в Северной Ирландии.